# Oedudes alayoi
Oedudes alayoi là một loài bọ cánh cứng trong họ Cerambycidae.